# الخط الزمني للصراع الفلسطيني الإسرائيلي (2004)
هذه الصفحة عبارة عن قائمة جزئية لحوادث العنف في الصراع الفلسطيني الإسرائيلي في عام 2004.
ملحوظة: لا يتضمن هذا التجميع كافة ضحايا العنف. إن العديد من الهجمات التي أدت إلى الوفاة لم يتم تضمينها، كما أن العديد من الهجمات التي تسببت في الإصابة لم يتم تضمينها أيضًا.

## يناير
- في 3 يناير، قتل جنود إسرائيليون ثلاثة فلسطينيين: أحدهم بمسدس، وآخر بإشعال زجاجة حارقة، وآخر برمي حجارة في نابلس الضفة الغربية. وكان رامي الحجارة فتىً في الخامسة عشرة من عمره. وفي وقت لاحق، وخلال جنازة القتلى الثلاثة، قُتل فلسطيني آخر بالرصاص بعد أن سحب مسدسه. وأصيب ثلاثة آخرون.[1]
- 13 يناير: قُتل أب لخمسة أطفال وأصيب ثلاثة إسرائيليين في كمين على جانب الطريق نصبته كتائب شهداء الأقصى التابعة لحركة فتح.[2]
- 14 يناير: قُتل أربعة إسرائيليين عند معبر إيريز بعد أن فجرت انتحارية نفسها في نقطة تفتيش في المنطقة الصناعية في إيريز. وأعلنت حركة حماس وكتائب شهداء الأقصى مسؤوليتهما المشتركة.[2]
- 28 يناير: دخلت قوات الاحتلال الإسرائيلي منطقة الزيتون جنوب غزة، مما أدى إلى مقتل ثمانية فلسطينيين، خمسة منهم من المسلحين التابعين لحركة حركة الجهاد الإسلامي في فلسطين، وإصابة العشرات .
- 29 يناير: مذبحة حافلة القدس رقم 19 - مقتل 11 إسرائيليًا وإصابة 50 آخرين في تفجير انتحاري في حافلة مدينة في القدس. وأعلنت كتائب شهداء الأقصى مسؤوليتها عن العملية. وأعلنت حركة حماس مسؤوليتها عن العملية في اليوم التالي. ونشرت وزارة الخارجية الإسرائيلية مقطع فيديو يوثق المشاهد التي صادفها خبراء الأدلة الجنائية في مكان الحادث. (يحتوي على محتوى رسومي).[2]
- 30 يناير: قُتل ثلاثة فلسطينيين مسلحين في اشتباكات مسلحة مع قوات جيش الاحتلال الإسرائيلي. قُتل اثنان أثناء حملهما متفجرات بالقرب من دوغيت. أما الثالث، فقد قُتل في اشتباك مسلح في بيت لحم.

## فبراير
- 2 فبراير: ياسر أبو العيش، أحد القادة المحليين المزعومين لحركة الجهاد الإسلامي، كان من بين أربعة مسلحين قُتلوا خلال غارة إسرائيلية في مخيم رفح للاجئين في قطاع غزة. تم تدمير المنزل الذي كان يقيم فيه الرجال في وقت لاحق.[3]

في الثاني من فبراير 2004 أعلن رئيس الوزراء الإسرائيلي أرييل شارون عن خطته لنقل جميع المستوطنين اليهود من قطاع غزة. ورفضت المعارضة الإسرائيلية إعلانه ووصفته بأنه "مجرد دعاية إعلامية"، لكن حزب العمل الإسرائيلي قال إنه سيدعم مثل هذه الخطوة. ورفض شركاء شارون في الائتلاف اليميني، الحزب الديني القومي والاتحاد الوطني [الإنجليزية]، الخطة وتعهدوا بالانسحاب من الحكومة إذا تم تنفيذها.
- 11 فبراير: قُتل اثنا عشر مسلحاً ومدنياً فلسطينياً في اشتباكات مع قوات الاحتلال الإسرائيلي في حي الشجاعية بمدينة غزة. وفي مخيم رفح للاجئين، استشهد مواطن فلسطيني برصاص قناص إسرائيلي. وأصيب خلال اليوم أكثر من 50 فلسطينيا، بينهم 23 طفلا.
- 22 فبراير: مقتل ثمانية إسرائيليين وإصابة 60 آخرين في تفجير انتحاري في حافلة مدينة (14أ) في القدس، وذلك قبل يوم واحد من بدء جلسات الاستماع في محكمة العدل الدولية بشأن الجدار الإسرائيلي في الضفة الغربية. وأعلنت كتائب شهداء الأقصى مسؤوليتها عن العملية.[2]
- 26 فبراير: الرقيب أول. (احتياط) أمير زيمرمان (25 عاما) من كفار موناش قتل وأصيب جنديان آخران عندما أطلق مسلحان فلسطينيان النار بالقرب من معبر إيريز بين قطاع غزة وإسرائيل. تم قتل المتمردين على يد قوات جيش الاحتلال الإسرائيلي. وأعلنت كتائب شهداء الأقصى التابعة لحركة فتح مسؤوليتها عن الهجوم.[2]
- 27 فبراير: قُتل زوجان إسرائيليان (والدا طفلة تبلغ من العمر عامين) بالرصاص في سيارتهما أثناء عودتهما إلى المنزل. في شمال النقب. وبعد إطلاق النار على السيارة من مسافة بعيدة، ما أدى إلى فقدان السائق السيطرة عليها، اقترب الإرهابيون من السيارة وأطلقوا النار على الزوجين من مسافة قريبة. وفي المجمل، تم استخدام ما يزيد عن 40 رصاصة. وأعلنت كتائب شهداء الأقصى التابعة لحركة فتح بزعامة ياسر عرفات مسؤوليتها عن الهجوم. ،[2]
- 28 فبراير: قُتل محمود جودة، رئيس "الجناح العسكري" لحركة الجهاد الإسلامي في غزة، مع عضو آخر في الجهاد الإسلامي وقريب له، عندما استهدفت طائرة هليكوبتر إسرائيلية السيارة التي كان يقودها الثلاثة.

## مارس
- 3 مارس: قُتل ثلاثة من نشطاء حماس في قطاع غزة عندما استهدفت مروحية إسرائيلية سيارتهم. وقالت حماس إن الثلاثة كانوا في "مهمة جهادية".  نسخة محفوظة 2005-05-07 على موقع واي باك مشين.
- 13 مارس: قُتل فلسطينيان برصاص جنود إسرائيليين بالقرب من معبر كارني الحدودي في غزة.
- 14 مارس: هجمات شبه متزامنة نفذها انتحاريان فلسطينيان تسفر عن مقتل 10 أشخاص وإصابة 12 آخرين في ميناء أشدود الإسرائيلي. وأعلنت حركة حماس وكتائب شهداء الأقصى مسؤوليتهما المشتركة.[2]
- 18 مارس: مقتل أربعة فلسطينيين، مسلحين اثنين وطفلين، في غارتين جويتين إسرائيليتين على مخيم رفح للاجئين في غزة. وإصابة عدد آخر.
- 19 مارس: مقتل رجل إسرائيلي، جورج إلياس خوري، برصاصة من سيارة مارة أثناء ممارسته رياضة الركض في حي التلة الفرنسية في القدس. أعلنت كتائب شهداء الأقصى مسؤوليتها عن الهجوم، ثم اعتذرت بعد ذلك عندما تبين أن الضحية هو جورج خوري، وهو عربي مسيحي.[2]
- 22 مارس: مقتل أحمد ياسين، زعيم حركة حماس المقعد، وستة فلسطينيين من المارة بصاروخ إسرائيلي من طائرة هليكوبتر حربية.[4][5]

## أبريل
- 3 أبريل: قُتل يعقوب زاغا، وهو أب لستة أبناء ويبلغ من العمر 40 عامًا، بالرصاص خارج منزله بعد أن أصيبت ابنته حانا، 14 عامًا، برصاص فلسطيني من مدينة طولكرم المجاورة. وتم قتل مطلق النار في وقت لاحق على يد قوات جيش الاحتلال الإسرائيلي. وأعلنت حماس مسؤوليتها عن الهجوم.[2]
- 7 أبريل: أطلق جنود إسرائيليون النار على مظاهرة شارك فيها فلسطينيون ونشطاء دوليون ضد جدار الفصل العنصري في الضفة الغربية. وأُصيب عشرون شخصًا، لم تكن إصاباتهم خطيرة.
- 17 أبريل: قُتل شرطي حرس الحدود الإسرائيلي كفير أوهايون (20 عاماً) من إيلات وأصيب ثلاثة إسرائيليين آخرين في تفجير انتحاري على معبر إيريز في شمال غزة. وأعلنت حركتا حماس وفتح مسؤوليتهما المشتركة عن الهجوم.[2]
- 25 أبريل: قُتل شرطي حرس الحدود العريف يانيف ماشياه، 20 عامًا، من يافا، وأصيب ثلاثة آخرون بجروح طفيفة بعد ساعة واحدة فقط من بدء يوم الذكرى لجنود إسرائيل الساقطين، عندما أُطلقت النار على سيارتهم بالقرب من الخليل. وأعلنت كتائب شهداء الأقصى مسؤوليتها عن الهجوم.[2]

## مايو
- 2 مايو: تالي هاتويل، امرأة إسرائيلية تبلغ من العمر 34 عامًا كانت حاملاً في شهرها الثامن، وبناتها الأربع - هيلا (11)، وهدار (9)، وروني (7)، وميراف (2) - قُتلوا بالرصاص في قطاع غزة، بالقرب من حاجز كيسوفيم. وأصيب ثلاثة إسرائيليين آخرين. وأعلنت لجان المقاومة الشعبية والجهاد الإسلامي مسؤوليتها عن العملية.[6][2]
- 11 مايو: قُتل ستة جنود إسرائيليين خلال عملية نفذها جيش الاحتلال الإسرائيلي لاستهداف ورش تصنيع صواريخ القسام في مدينة غزة، عندما أصيبت ناقلة جنود مدرعة بعبوة ناسفة زرعها مسلحون فلسطينيون. وأعلنت حركتا حماس والجهاد الإسلامي مسؤوليتهما عن الهجوم. الجنود القتلى: الرقيب أدارون عمار، 20 عامًا، من إيلات؛ والرقيب أفيعاد درعي، 21 عامًا، من معاليه أدوميم؛ والرقيب أول. وعوفر جربي (21 عاما) من موشاف بن زكاي؛ الرقيب. يعقوب (زيلكو) مارفيزا، 25 عامًا، من كيبوتس همعابيل؛ الرقيب. كوبي مزراحي، 20 عامًا، من موشاف ماتا؛ والرقيب. إيتان نيومان، 21 عامًا، من القدس.[7]
- 12 مايو: قُتل ضابط في جيش الاحتلال الإسرائيلي وأربعة جنود، وأصيب ثلاثة جنود آخرين بجروح طفيفة، أثناء استعدادهم لتفجير نفق لتهريب [الإنجليزية] الأسلحة على طريق فيلادلفيا بالقرب من الحدود الإسرائيلية المصرية بالقرب من رفح. وانفجرت ناقلة الجنود المدرعة التي كانوا يستقلونها، على ما يبدو بعد إصابتها بصاروخ مضاد للدبابات من نوع آر بي جي. وأعلنت حركة الجهاد الإسلامي مسؤوليتها عن الهجوم. الجنود القتلى: العريف إيلاد كوهين، 20 عامًا، من القدس؛ الرقيب أول. وأيمن غدير، 24 عامًا، من بئر مخسور؛ والنقيب أفيف حقاني (23 عاما) من أشدود؛ الرقيب. زعور (زوهار) سميليف، 19 عامًا، من أوفاكيم؛ والرقيب. ليئور فيشينسكي، 20 عاما، من رمات غان.[7]
- 14 مايو: قُتل الرقيب روتيم آدم (21 عامًا) من ريشون لتسيون والرقيب أليكسي حياة (21 عامًا) من بئر السبع، وأصيب جنديان بجروح متوسطة بنيران قناص فلسطيني في مخيم رفح للاجئين في جنوب قطاع غزة.[7]
- 18 مايو: ردًا على الهجوم السابق على القوات الإسرائيلية في قطاع غزة، أطلق جيش الاحتلال الإسرائيلي عملية قوس قزح (2004) بهدف معلن وهو ضرب البنية التحتية للإرهاب في رفح، وتدمير أنفاق التهريب  [لغات أخرى]‏، ووقف شحنة صواريخ إس إيه-7 والأسلحة المضادة للدبابات المحسنة. وانتهت العملية بعد أن قتلت قوات الاحتلال الإسرائيلية 40 مسلحًا فلسطينيًا و12 مدنيًا وهدمت ما بين 45 إلى 56 مبنى. وأدى الدمار الكبير ومقتل 10 متظاهرين إلى موجة غضب عالمية ضد العملية.
- 29 مايو: قُتل الرائد شاحر بن يشاي (25 عاماً) من مناحيمية برصاص فلسطيني في أعقاب عملية بحث في مخيم بلاطة بالقرب من نابلس. وأعلنت كتائب شهداء الأقصى التابعة لحركة فتح مسؤوليتها عن الهجوم.[7]

## يونيو
- 21 يونيو: لقي ويراتشاي وونغبوت (37 عاما) من منطقة نونغ هان في مقاطعة أودون ثاني شمال شرق تايلاند حتفه بعد إصابته بشظايا قذيفة هاون أطلقت على دفيئات زراعية في كفار داروم في قطاع غزة. وأطلق الفلسطينيون القذيفة في محاولة لصرف الأنظار عن محاولة التسلل إلى المستوطنة. وأعلنت حركة حماس مسؤوليتها عن الهجوم.[2]
- 27 يونيو: قُتل الرقيب روعي نيسيم (20 عاماً) من ريشون لتسيون، وأصيب خمسة آخرون عندما انفجر نفق محمل بأكثر من 1000 كيلوغرام من المتفجرات تحت موقع عسكري إسرائيلي عند مفترق "أورهان" بالقرب من غوش قطيف في قطاع غزة. وأعلنت حركة حماس وكتائب شهداء الأقصى مسؤوليتها عن العملية.[2]
- 28 يونيو: قُتل الطفل أفيك زهافي (أربع سنوات) وموردهاي يوسفوف (49 عاماً) في سديروت بصاروخ قسام فلسطيني أصاب روضة أطفال، وهو أول هجوم قاتل بالقسام. وأصيبت والدة الصبي، روثي زهافي (28 عاما)، بجروح خطيرة. وأعلنت حماس مسؤوليتها عن الحادث.[7]
- 29 يونيو: مقتل موشيه يوهاي (63 عاماً) من أشدود، وهو سائق شاحنة إسرائيلي، بالرصاص بالقرب من رام الله. وأعلنت كتائب شهداء الأقصى مسؤوليتها عن العملية.[2]

## يوليو
- 4 يوليو: قُتل فيكتور كريدرمان (49 عامًا) وأصيبت زوجته إيما في هجوم إطلاق نار بين ميفو دوتان وشاكيد. وأعلنت كتائب شهداء الأقصى مسؤوليتها عن العملية. فر المسلح إلى قرية يعبد العربية القريبة.[7]
- 6 تموز: مقتل النقيب موران فاردي (25 عاما) من وحدة شاييت 13 خلال اشتباك مع مسلحين اثنين متحصنين في منزل في نابلس. وفي تلك المعركة قُتل أربعة فلسطينيين، اثنان منهم من عناصر الجبهة الشعبية لتحرير فلسطين.[7]
- 11 يوليو: قنبلة مُتحكّم بها عن بُعد تُودي بحياة الرقيب مايان نعيم.، 19 وجرح 34 آخرين، في إطلاق نار بمحطة حافلات في شارع هار تسيون في تل أبيب. كتائب شهداء الأقصى التابعة لياسر عرفات تعلن مسؤوليتها عن العملية. قال رئيس الوزراء الإسرائيلي أرييل شارون : "إن حادثة اليوم [في تفجير تل أبيب] كانت أول جريمة قتل تُرتكب تحت حماية حكم لاهاي". ،[7]

## أغسطس
- 2 أغسطس: صاروخ قسام يضرب سديروت ويتسبب في إلحاق أضرار بمنزل، مما يتسبب في إصابة ثلاثة أشخاص بجروح نتيجة الانفجار.
- 11 أغسطس: قُتل شخصان وجُرح 16 آخرون عندما فجّر مسلحون فلسطينيون عبوة ناسفة داخل سيارة أجرة عربية أثناء محاولتها عبور حاجز قلنديا شمال القدس. قُتل فلسطينيان، وجُرح نحو 20 شخصًا، معظمهم عرب. أعلنت كتائب شهداء الأقصى، جناح فتح، مسؤوليتها عن الهجوم، وأعربت عن أسفها لوجود عرب بين القتلى والجرحى.[8]
- في 13 أغسطس، قُتل شلومو ميلر، البالغ من العمر 50 عامًا، وهو أب لسبعة أطفال، بالرصاص وجُرح شخص آخر في كمين قرب إيتامار. قُتل المسلح على يد قوات الأمن الإسرائيلية، وتم تحديد هويته بأنه ضابط في قوة الأمن الوقائي التابعة لياسر عرفات. وأعلنت فتح مسؤوليتها عن الحادث.
- 15 أغسطس: طعن عربي من شعفاط، في البلدة القديمة بالقدس، شرطيًا من شرطة ماغاف بسكين في رقبته. تمكن الشرطي من قتل المهاجم، لكنه أصيب بجروح خطيرة وخضع لعملية جراحية طارئة.
- 20 أغسطس: قُتل نائل خليل أبو غولة، الذي أفادت التقارير أنه يعاني من اضطراب نفسي، برصاص جنود الاحتلال شرق قرية وادي غزة أثناء تسلقه سياج إحدى التجمعات السكانية الإسرائيلية.
- 27 أغسطس: أنقذت قوة من الهندسة القتالية التابعة لجيش الاحتلال الإسرائيلي ثلاثة إسرائيليين من هجوم شنقه عرب في مخيم قلنديا للاجئين. هاجم حشد فلسطيني الإسرائيليين، ورشقوهم بالحجارة، وضربوهم، وحاولوا إشعال النار في شاحنتهم. أُصيب الإسرائيليون، وبعد إنقاذهم، نُقلوا إلى مستشفى هداسا عين كارم في القدس.
- بتأريخ 30 آب: أصيب مدني إسرائيلي بجروح نتيجة إطلاق نار باتجاه موقع للجيش الإسرائيلي بالقرب من خان يونس. وتم نقله إلى مستشفى برزيلاي في عسقلان.
- 31 أغسطس: فجر انتحاريان فلسطينيان نفسيهما مما أسفر عن مقتل 16 إسرائيليًا وإصابة أكثر من 94 آخرين على متن حافلتين في مدينة بئر السبع. ومن بين القتلى الطفل أفيال أتاش البالغ من العمر أربع سنوات. وأعلنت حماس مسؤوليتها عن الهجوم. والضحايا، وجميعهم من سكان بئر السبع: شوشانا آموس، 64 عامًا؛ أفيال أتاش، 3 أعوام؛ فيتالي برودسكي، 52 عامًا؛ تامارا ديبراشفيلي، 70 عامًا؛ رايسا فورير، 55 عامًا؛ لاريسا جومانينكو، 48 عامًا؛ دينيس حداد، 50 عامًا؛ تاتيانا كورتشينكو، 49 عامًا؛ روزيتا ليمان، 45 عامًا؛ كارين مالكا، 23 عامًا؛ نرجيز أوستروفسكي، 54 عامًا؛ ماريا سوكولوف، 57 عامًا؛ رومان سوكولوفسكي، 53 عامًا؛ تيكي تيرويانت، 33 عامًا؛ إلياهو أوزان، 58 عامًا؛ إيمانويل يوسف (يوسفوف)، 28 عامًا.  ،

## سبتمبر
- 3 سبتمبر: أصيب عربيان كانا ينقلان قنبلة بنيران إسرائيلية، ما أدى إلى انفجارها. قُتِلَ العربيان..  [وصلة مكسورة]
- 7 سبتمبر: إصابة عداء يبلغ من العمر 60 عامًا بشظايا صاروخ قسام أطلق على سديروت..
- 7 سبتمبر: مقتل 14 مسلحًا من حماس وإصابة 40 آخرين في غارة جوية إسرائيلية على معسكر تدريبهم. ،
- 8 سبتمبر: انفجرت سيارة مفخخة قرب حاجز ماغاف في باقة الشرقية، ما أسفر عن مقتل سائقها فقط. وأعلنت كتائب شهداء الأقصى التابعة لحركة فتح مسؤوليتها عن الانفجار.
- 8 سبتمبر: قُتل مطلوب عربي وأصيب اثنان آخران في أريحا خلال اشتباك مع جنود إسرائيليين حاولوا اعتقالهم.  [وصلة مكسورة]
- 10 سبتمبر: مقتل عبد العزيز الأشقر (34 عاماً) أحد قادة حركة حماس على يد القوات الإسرائيلية.
- 13 سبتمبر: مقتل ثلاثة من كبار النشطاء التابعين لكتائب شهداء الأقصى التابعة لحركة فتح في عملية اغتيال إسرائيلية في جنين. ،
- 15 سبتمبر: قُتل تسعة مسلحين فلسطينيين وطفل في عمليتين لجيش الاحتلال الإسرائيلي في نابلس وجنين. في نابلس، قتلت وحدة "شايطت 13" أربعة مسلحين من فتح، وواحدًا من الجهاد الإسلامي. وقُتل طفل في تبادل إطلاق النار. في جنين، قُتل أربعة مسلحين مطلوبين من فتح على يد قوات حرس الحدود السرية. سلّمت انتحاريتان نفسيهما لقوات جيش الاحتلال الإسرائيلي بعد مقتل مُدرّبهما هاني عقاد. ،
- 20 سبتمبر: مقتل القائد الكبير لحركة حماس في قطاع غزة خالد أبو شامية برصاص قوات الاحتلال الإسرائيلي. ،
- 20 سبتمبر: قُتل عضوان من حركة حماس، رباح زقوت ونبيل الصعيدي، أثناء توجههما لإطلاق صواريخ القسام على إسرائيل، على يد قوات إسرائيلية في حي الرمال في غزة.
- في 22 سبتمبر، أقدمت انتحارية على تفجير نفسها، ما أسفر عن إصابة نحو 15 شخصًا، ومقتل مومويا تاهيو، 20 عامًا، من رحوفوت، ومناشيه كوميمي، 19 عامًا، من موشاف أميناداف. وكان كلاهما ضابطي ماغاف، وقد منعاها من الاقتراب من محطة الحافلات القريبة في حي التلة الفرنسية بالقدس. وأعلنت كتائب شهداء الأقصى التابعة لفتح مسؤوليتها عن العملية.
- 23 سبتمبر: أدى هجوم صاروخي بالقسام على سديروت إلى إصابة ثمانية إسرائيليين ونقلهم إلى مستشفى بارزالاي في عسقلان.
- 23 سبتمبر: مقتل ثلاثة مسلحين خلال هجوم على مستوطنة موراج الإسرائيلية.
- 23 سبتمبر: قُتل ثلاثة جنود إسرائيليين أثناء دفاعهم عن قرية موراج، وهم: النقيب تال باردوغو، 22 عامًا، من القدس؛ والرقيب نير سامي، 21 عامًا، من القدس؛ والرقيب يسرائيل لوتاتي، 20 عامًا، من نفيه ديكاليم.
- 24 سبتمبر: مقتل تيفريت تريتنر (24 عاما)، وهي امرأة إسرائيلية، وإصابة أخرى، صباح الجمعة عندما أطلقت أربع قذائف هاون على نفيه ديكاليم، وهي جزء من كتلة غوش قطيف في قطاع غزة.
- 27 سبتمبر: أطلق جنود الاحتلال النار على مسلحين اثنين كانا يحاولان زرع قنبلة بالقرب من معبر إيرز، ما أدى إلى إصابتهما.
- 29 سبتمبر: مقتل عضو حماس توفيق علي الشرافي واثنين أو ثلاثة آخرين.   نسخة محفوظة 2005-05-03 على موقع واي باك مشين.
- 29 سبتمبر: سقطت ثلاثة صواريخ قسام على سديروت، مما أسفر عن مقتل دوريت أنيسو (عامين) ويوفال أبيه (أربعة أعوام)، وإصابة ما بين 10 و20 شخصًا. وأعلنت حركة حماس مسؤوليتها عن الهجوم.[9] رداً على ذلك، أطلقت إسرائيل عملية "أيام الصبر".
- 30 سبتمبر: مقتل الجندي الإسرائيلي جلعاد فيشر (22 عاماً) من هوشعيا بالقرب من بيت حانون.
- 30 سبتمبر: قُتل ما لا يقل عن 24 فلسطينيًا وجُرح العشرات في موجة من الاشتباكات. أصيب سبعة من القتلى بنيران دبابة إسرائيلية في سوق مزدحم.
- 30 سبتمبر: قُتلت شولاميت باتيتو (36 عامًا) من نيسانيت، وهي امرأة إسرائيلية، بالرصاص أثناء ممارسة رياضة الركض بين نيسانيت وعالي سيناي.
- 30 سبتمبر: قُتل فيكتور أرييل، 20 عامًا، من موشاف كاديما، وهو طبيب، أثناء معالجته لشولاميت باتيتو. 
  - وبحسب صحيفة هآرتس، قُتل 97 فلسطينياً خلال شهر سبتمبر 2004، منهم 83 إرهابياً مسلحاً.

## أكتوبر
- 1 أكتوبر 2004: قُتل فلسطيني واعتقل ستة آخرون على يد قوات جيش الاحتلال الإسرائيلي في مكتب للشرطة الفلسطينية قرب معبر إيرز. وعُثر في المكتب نفسه على حزام ناسف وعدة بنادق. وكان السبعة يخططون لتنفيذ هجوم انتحاري مشترك على معبر إيرز.
- في 2 أكتوبر 2004، قُتل عشرة فلسطينيين على يد قوات جيش الاحتلال الإسرائيلي في يوم آخر من القتال في قطاع غزة. وقُتل أربعة إرهابيين خلال محاولة تسلل على بُعد 200 متر من كيبوتس ناحال عوز في النقب، بينما قُتل ستة آخرون، من أعضاء حماس، في غارات جوية إسرائيلية مُستهدفة.
- 4 أكتوبر: جُرح جنديان إسرائيليان، ومقتل ستة مسلحين، بينهم قائد ميداني من حماس، ومقتل مدنيين عربيين خلال اليوم السادس من التوغل الإسرائيلي في مخيم جباليا للاجئين. أُطلق صاروخان من طراز قسام على بلدة سديروت الإسرائيلية، مما أدى إلى إصابة إسرائيلي واحد.  [وصلة مكسورة]
- في 4 أكتوبر، قُتل رونين بن ميري، 31 عامًا، من حيفا، وهو شرطي إسرائيلي متخفٍّ، في اشتباك مسلح مع عناصر القوة 17 التابعة للسلطة الفلسطينية في رام الله. وخلال الاشتباك، قُتل العرب الثلاثة المستهدفون وجُرح اثنان آخران. وكان من بين القتلى العرب نديف سواحطة، المطلوب لدوره في العديد من هجمات إطلاق النار الإرهابية.  [وصلة مكسورة]
- 5 أكتوبر: أصيب سائق سيارة عربي إسرائيلي برصاص ركاب سيارة عابرة أثناء قيامه بتغيير إطار سيارته على الطريق رقم 60 بالقرب من جوش عصيون.
- في 5 أكتوبر، قُتل بشير دبش، القيادي البارز في حركة الجهاد الإسلامي في قطاع غزة، بصاروخ جو-أرض أطلقته مروحية إسرائيلية على سيارته. كما قُتل عضو آخر في حركة الجهاد الإسلامي كان يستقل السيارة.  وفي هذا اليوم أيضاً، قُتلت الطفلة إيمان درويش الهمص، البالغة من العمر 13 عاماً، برصاص قوات الاحتلال الإسرائيلي في رفح بقطاع غزة.
- في 6 أكتوبر، قُتل براتيب نانونغخام، البالغ من العمر 24 عامًا، وهو عامل دفيئة من مقاطعة ماها ساراخام في تايلاند، عندما تسلل إرهابيون مسلحون إلى منطقة الدفيئات الزراعية في كفار داروم وسط قطاع غزة. وأعلنت حماس مسؤوليتها عن الهجوم.
- 7 أكتوبر: انفجرت ثلاث سيارات مفخخة في بلدات مصرية في شبه جزيرة سيناء يرتادها السياح الإسرائيليون. وقع أكبر الانفجارات، الذي أسفر عن مقتل 35 شخصًا على الأقل وإصابة 114 آخرين، في فندق هيلتون طابا بطابا، بالقرب من الحدود مع إسرائيل. وقع الانفجاران الآخران في بلدتي رأس السلطان ونويبع، مما أسفر عن مقتل إسرائيليين اثنين وأربعة مصريين. أعلنت جماعة تُطلق على نفسها اسم "الجماعة الإسلامية العالمية" مسؤوليتها لاحقًا، وهددت بشن المزيد من الهجمات. كان من بين الضحايا 13 إسرائيليًا، و6 مصريين، واثنان إيطاليان، و14 من روسيا وأوروبا الشرقية.
- 8 أكتوبر: استشهد عامل فلسطيني متأثرا بجراحه التي أصيب بها صباح اليوم الجمعة، إثر استهداف قناص فلسطيني لعمال دفيئات زراعية في مستوطنة رفح يام جنوب قطاع غزة.
- 16 أكتوبر: 2004 انتهت رسميا العملية الإسرائيلية في شمال قطاع غزة، مع مقتل ما يقدر بنحو 130 فلسطينيا، منهم 87 من المقاتلين المسلحين.
- 18 أكتوبر: قُتل ستة مسلحين فلسطينيين في هجمات فاشلة على قوات جيش الاحتلال الإسرائيلي. اجتاز اثنان حاجز قطاع غزة الإسرائيلي، وقُتلا على يد دورية تابعة لجيش الاحتلال الإسرائيلي، وقُتل اثنان عند مفترق كيسوفيم، واثنان في رفح، بعد محاولتهما زرع عبوة ناسفة.
- 19 أكتوبر: قُتل يائير ترجمان، 22 عامًا، بنيران قناص استهدفت كتيبة مناشي شمال السامرة. وأعلنت كتائب شهداء الأقصى، وهي فصيل تابع لحركة فتح التي يتزعمها رئيس السلطة الفلسطينية ياسر عرفات، مسؤوليتها عن الحادث.
- 21 أكتوبر: قُتل اثنان من نشطاء حماس بالرصاص أثناء محاولتهما التسلل إلى كيبوتس نحال عوز تحت غطاء الضباب الصباحي.
- 21 أكتوبر: قُتل موشيه المالح (34 عاماً) من ديمونا، وهو زوج وأب لثلاثة أطفال وجندي في سلاح الهندسة الإسرائيلي، في انفجار قنبلة زرعتها حماس على طول طريق فيلادلفيا.  [وصلة مكسورة]
- 21 أكتوبر: قُتل مهندس المتفجرات الرئيسي في حركة حماس عدنان الغول ونائبه عماد الباس، وأصيب اثنان آخران في غارة جوية شنتها مروحيات تابعة لسلاح الجو الإسرائيلي في جباليا.[10][11]
- 28 أكتوبر: قُتل الرقيب ميخائيل تشيزيك من جيش الاحتلال الإسرائيلي بقذائف هاون أُطلقت على موقع عسكري قرب مستوطنة موراغ في غزة. وأصيب ستة جنود آخرين في الهجوم، ثلاثة منهم في حالة خطيرة.[12]
- وبحسب صحيفة هآرتس، قُتل 165 فلسطينياً على يد قوات جيش الاحتلال الإسرائيلي خلال شهر أكتوبر 2004، منهم 50 فقط من غير المقاتلين (30.3%).[13]

## نوفمبر
- في الأول من نوفمبر، قُتل ثلاثة إسرائيليين (ليا ليفين، 64 عامًا، وشموئيل ليفي، 65 عامًا، وتاتيانا أكرمان، 34 عامًا) وجُرح 30 آخرون عندما فجّر انتحاري طفل يبلغ من العمر 16 عامًا نفسه في سوق الكرمل [الإنجليزية] المفتوح بتل أبيب. وأعلنت الجبهة الشعبية لتحرير فلسطين، وهي جزء من منظمة التحرير الفلسطينية التي يتزعمها ياسر عرفات، مسؤوليتها عن التفجير. وأدانت السلطة الفلسطينية بقيادة عرفات التفجير.
- 5 نوفمبر: قُتل طفلان فلسطينيان، أحمد السميري (8 سنوات) وابن عمه محمد السميري (7 سنوات)، في انفجار بمخيم خان يونس للاجئين في قطاع غزة. وأفاد مسؤولون في المستشفى أن الانفجار ناجم عن قذيفة دبابة أصابت منزلًا. وصرح متحدثون إسرائيليون بأنه لم يُطلق أي نيران من الجيش في المنطقة. ويعتقدون أن الانفجار إما ناجم عن إطلاق قذيفة هاون فلسطينية بالخطأ أو عن انفجار قنبلة على جانب الطريق.  نسخة محفوظة 2004-11-17 على موقع واي باك مشين. ، ،
- 6 نوفمبر: مقتل مسلحين اثنين أثناء توجههما لمهاجمة مستوطنة جديد الإسرائيلية. وأصيب جندي إسرائيلي. وتؤكد حركة الجهاد الإسلامي أن القتلى هم من عناصرها.  [وصلة مكسورة]
- 6 نوفمبر: مقتل اثنين من نشطاء كتائب شهداء الأقصى عندما انفجرت سيارتهم المفخخة قبل أوانها في قلقيلية.
- 7 نوفمبر: قُتل الرقيب توم ديكل (20 عامًا) خلال عملية عسكرية بالقرب من طولكرم، على ما يبدو بنيران صديقة.
- 7 نوفمبر: قُتل أربعة مسلحين بعد أن أطلقوا النار على جنود جيش الاحتلال الإسرائيلي في جنين. الأربعة، وهم أمين أبو كامل، وفادي جبرية، ومحمد مشرقة، ومحمد سميع صلاح، اثنان منهم من فتح واثنان من الجهاد الإسلامي.
- 10 نوفمبر: قُتل أحد المسلحين أثناء توجهه إلى مستوطنة دوجيت الإسرائيلية ودورية بحرية إسرائيلية.
- 10 نوفمبر: أُصيب طفل إسرائيلي بجروح عندما تعرّضت بلدة نفيه ديكاليم الإسرائيلية لهجوم بقذائف الهاون. سقطت خمس قذائف هاون على البلدة في هجومين منفصلين.
- 11 نوفمبر: أصيب عامل تايلاندي في هجوم بقذائف الهاون على مستوطنة نيتزر حزاني الإسرائيلية.
- 11 نوفمبر: كتائب شهداء الأقصى تهاجم نتساريم بالقنابل وقذائف الهاون والقذائف الصاروخية والأسلحة الأوتوماتيكية. مقتل ثلاثة عرب.  نسخة محفوظة 2005-06-30 على موقع واي باك مشين.
- 13 نوفمبر: أُصيبت امرأة تبلغ من العمر 26 عامًا بشظايا قنبلة في هجوم بقنبلة شرق جوش عصيون. وأعلنت حركة فتح مسؤوليتها عن الهجوم.
- 25 نوفمبر: قُتل ثلاثة من عناصر حماس وأصيب آخر بجروح خطيرة خلال اشتباكات مع قوات جيش الاحتلال الإسرائيلي. في الخليل، قُتل اثنان من كبار قادة حماس وأصيب آخر بجروح خطيرة بعد أن هدم جيش الاحتلال الإسرائيلي المنزل الذي كانوا يختبئون فيه. في رفح، قُتل أحد عناصر حماس بقذيفة دبابة أثناء اكتشاف جيش الاحتلال الإسرائيلي نفق تهريب [الإنجليزية] في مبنى سكني.

## ديسمبر
- 7 ديسمبر: قُتل الجندي الإسرائيلي نداف كودينسكي من وحدة كيه 9 وكلبه نتيجة انفجار قنبلة مخبأة في قن دجاج يغطي نفقًا. وفي المعركة التي تلت ذلك، قُتل اثنان من نشطاء حماس. وفي وقت لاحق، قُتل اثنان من عناصر الجهاد الإسلامي.[14]
- 9 ديسمبر: مقتل خمسة مهربي أسلحة واعتقال اثنين آخرين على الحدود بين رفح ومصر.[بحاجة لمصدر] وفي وقت لاحق من ذلك اليوم، أصيب جمال أبو سمهدانة واثنان من حراسه الشخصيين بجروح في هجوم صاروخي. ويعتقد أن سمهدانة مسؤول عن الانفجار الذي استهدف موكبًا دبلوماسيًا أمريكيًا في غزة والذي أسفر عن مقتل ثلاثة أمريكيين.
- 10 ديسمبر/كانون الأول: بعد أن أطلقت حماس قذائف الهاون على مستوطنة نفيه ديكاليم في قطاع غزة وأصابت أربعة إسرائيليين (بما في ذلك طفل يبلغ من العمر 8 سنوات)، أطلق جنود إسرائيليون النار على مخيم خان يونس للاجئين (مصدر قذائف الهاون) مما أسفر عن مقتل فتاة تبلغ من العمر 7 سنوات.[بحاجة لمصدر] أكد مصدر في جيش الاحتلال الإسرائيلي أن القوات فتحت النار على خان يونس، لكنه قال إنهم استهدفوا أطقم قذائف الهاون التابعة لحماس. وأكد جيش الاحتلال الإسرائيلي أنه يبذل قصارى جهده لتجنب وقوع إصابات بين المدنيين.
- 12 ديسمبر: مقتل 5 جنود إسرائيليين على الأقل من كتيبة الكشافة البدوية وإصابة 10 آخرين، عندما انفجر نفق محمل بـ 1500 كيلوغرام من المتفجرات، بالإضافة إلى انتحاريين اثنين، بالقرب من معبر رفح بين رفح ومصر. وأعلنت حركة حماس وكتائب شهداء الأقصى المعروفة باسم " صقر فتح " مسؤوليتهما المشتركة عن الهجوم. قُتل مسلح من حركة فتح على يد قوات جيش الاحتلال الإسرائيلي بعد أن أطلق النار على جنود وحدة الإنقاذ.[15]
- 14 ديسمبر: مقتل عامل تايلاندي وإصابة اثنين آخرين في غوش قطيف بقذيفة هاون فلسطينية.
- 15 ديسمبر: أصيب خمسة إسرائيليين، أحدهم في حالة حرجة، عندما أطلق مسلحون فلسطينيون النار على سيارتين قرب معبر كيسوفيم في قطاع غزة. تمكنت قوات جيش الاحتلال الإسرائيلي من قتل أحد مطلقي النار. وأعلنت حركة الجهاد الإسلامي وكتائب شهداء الأقصى مسؤوليتهما المشتركة عن الهجوم. ،
- 15 ديسمبر: في الضفة الغربية، أطلق مسلحون من كتائب شهداء الأقصى النار على إبراهيم زيتا، البالغ من العمر 20 عامًا، زاعمين أنه كان يعمل مخبرًا لإسرائيل. ثم أُلقيت جثته في ساحة رام الله.
- في 16 و17 ديسمبر/كانون الأول، شنّت إسرائيل عملية "حديد البرتقال" في خان يونس، حيث دخلت دبابات وجرافات مدرعة تابعة للجيش الإسرائيلي الجزء الغربي من المدينة لمنع قصفها بقذائف الهاون. وخلال العملية، قُتل 11 فلسطينيًا، منهم 8 مسلحين و3 مدنيين، وجُرح ما بين 24 و50 شخصًا. وأفاد الجيش الإسرائيلي أن جنديين أصيبا بجروح طفيفة جراء صاروخ مضاد للدبابات.
- 21 ديسمبر: عُثر على أريئيلا فهيمة، 39 عامًا، وهي أم لأربعة أطفال ومقيمة في موشاف نيخوسا، ميتة بالقرب من منزلها. وصرحت الشرطة الإسرائيلية بأن هذا عمل إرهابي ارتكبه فلسطينيون من الضفة الغربية المجاورة.
- 22 ديسمبر: قُتل حارس الأمن المدني الإسرائيلي الذي كان يحرس الجرافات المستخدمة في بناء الجدار الإسرائيلي في الضفة الغربية في هجوم بإطلاق نار من قبل مسلحين فلسطينيين.
- 30 ديسمبر: قُتل عشرة فلسطينيين، تسعة منهم مسلحون، في توغل للجيش الإسرائيلي في مخيم خان يونس للاجئين بقطاع غزة. قُتل خلال الغارة قائد محلي من حماس، وأصيب جنديان إسرائيليان بجروح طفيفة. كانت الغارة، التي أُطلق عليها اسم "الحديد البنفسجي"، هي العملية الثالثة في خان يونس ردًا على القصف المتواصل بقذائف الهاون على المستوطنات الإسرائيلية. (بي بي سي)، (هآرتس)،

## وصلات خارجية
- الإرهاب في إسرائيل
- الإرهاب الفلسطيني منذ عام 2000 (من وزارة الخارجية الإسرائيلية) عدد القتلى فقط.
- قائمة الضحايا (من وزارة الخارجية الإسرائيلية) القتلى فقط.
- إحصائيات الضحايا من منظمة بتسيلم (يتم تحديثها بشكل غير منتظم، وتميز بين الإسرائيليين الذين يعيشون على جانبي الخط الأخضر باستثناء القدس ) القتلى فقط.
- تسلسل زمني للهجمات المسلحة في إسرائيل جمعه ويليام. روبرت جونستون